# Мокра Весь (Малопольське воєводство)
Мокра Весь (пол. Mokra Wieś) — село в Польщі, у гміні Подегродзе Новосондецького повіту Малопольського воєводства.
Населення — 580 осіб (2011).
У 1975-1998 роках село належало до Новосондецького воєводства.

## Демографія
Демографічна структура станом на 31 березня 2011 року:
|          | Загалом | Допрацездатний вік | Працездатний вік | Постпрацездатний вік |
| -------- | ------- | ------------------ | ---------------- | -------------------- |
| Чоловіки | 296     | 99                 | 171              | 26                   |
| Жінки    | 284     | 71                 | 164              | 49                   |
| Разом    | 580     | 170                | 335              | 75                   |